# Astropecten tasmanicus
Astropecten tasmanicus är en sjöstjärneart som beskrevs av H.E.S Clark och D.G. McKnight 2000. Astropecten tasmanicus ingår i släktet Astropecten och familjen kamsjöstjärnor.
Artens utbredningsområde är havet kring Nya Zeeland. Inga underarter finns listade i Catalogue of Life.